# Esben Hansen
Esben Mathias Rejnholdt Hansen (ur. 10 sierpnia 1981 w Nykøbing Falster) – duński piłkarz występujący na pozycji pomocnika. Zawodnik klubu Lyngby BK.

## Kariera klubowa
Hansen seniorską karierę rozpoczynał w 1999 roku w klubie NFA. W 2003 roku trafił do zespołu Odense BK z Superligaen. W 2002 roku zdobył z klubem Puchar Danii. W tym samym roku, 22 września w przegranym 0:5 pojedynku z Esbjergiem zadebiutował w Superligaen. 17 kwietnia 2003 roku w zremisowanym 2:2 spotkaniu z FC Nordsjælland strzelił pierwszego gola w Superligaen. W 2007 roku ponownie zdobył z zespołem Puchar Danii.
W 2007 roku podpisał kontrakt z niemieckim 1. FC Kaiserslautern występującym w 2. Bundeslidze. W tych rozgrywkach zadebiutował 14 września 2007 roku w zremisowanym 0:0 pojedynku z SC Paderborn 07. W Kaiserslautern spędził pół roku.
Na początku 2008 roku Hansen wrócił do Odense. W 2009 roku wywalczył z nim wicemistrzostwo Danii. W tym samym roku został wypożyczony do Randers FC, także grającego w Superligaen. Na początku 2010 roku powrócił do Odense. W tym samym roku wywalczył z nim wicemistrzostwo Odense.
Latem 2010 roku Hansen został graczem klubu Lyngby BK, również z Superligaen. Pierwszy ligowy mecz zaliczył tam 2 października 2010 roku przeciwko FC Midtjylland (2:1).

## Kariera reprezentacyjna
Hansen jest byłym reprezentantem Danii U-21. W pierwszej reprezentacji Danii zadebiutował natomiast 12 września 2007 roku w wygranym 4:0 meczu eliminacji Mistrzostw Europy 2008 z Liechtensteinem.